# Hartschild

Limburg (België) provinciewapen met hartschild

Wapen van Arnhem als hartschild op het wapen van Westervoort

Een hartschild is een klein wapenschild dat in het midden op een groter schild wordt geplaatst.
In de heraldiek kan een wapenschild in drieën, vijven of nog meer velden worden verdeeld door een hartschild toe te voegen.
Dit hartschild heeft in de heraldische traditie van de verschillende landen een specifiek doel. In Nederland bevat het het wapen van de vader of - niet-koninklijke - moeder van een Prins of Prinses der Nederlanden. Ook is het gebruikelijk dat eigenaren van (voormalige) heerlijkheden het wapen daarvan als hartschild aan hun wapenschild toevoegen.
Het kan ook een derde of vijfde veld van een wapen bevatten. In Engeland bevat het hartschild vaak het wapen van de moeder. Er zijn ook tradities waar het wapen van de echtgenoot met een hartschild met het wapen van de echtgenote wordt vermeerderd.
Het is heraldisch gebruikelijk dat het hartschild dezelfde vorm heeft als het schild.